# Bestämmelser för stålkonstruktioner
Bestämmelser för stålkonstruktioner, BSK, Boverkets handbok om stålkonstruktioner som ger exempel på dimensionering, utförande och kontroll av stålkonstruktioner och är tänkt att användas som ett komplement till BKR tillsammans med BSV och BBK. BSK var det närmaste en stålbyggnadsnorm vi hade i Sverige och den har ersatt den tidigare normen Stålbyggnadsnorm 70. BSK gick från att vara just bestämmelser, som BSK 87 innehöll, till att vara en handbok om stålkonstruktioner och måste därmed inte under alla omständigheter följas längre. BSK är, var skillnad från den tidigare normen, funktionsbaserad och gav därmed stor frihet åt byggherren, samtidigt som denne fick större ansvar för att fastställa funktionskrav. Det kunde vara svårt att tex veta hur mycket en bjälklagsbalk får böja ner utan att bjälklaget upplevs som svajigt, tidigare tog byggnadsnormen på sig det, nu blev det upp till byggherren.
Sista versionen är BSK 07, tidigare var BSK 99, BSK 94 och BSK 87.

## Nu gällande regler
BSK ersattes 2011 av SS-EN 1993 (Eurokod 3, Dimensionering av stålkonstruktioner) och reglerna för deras tillämpning i Sverige, EKS. Utförandedelen av BSK ersattes av utförandestandarden SS-EN 1090-2 då Eurokoderna inte i sig innehåller något om utförande och kontroll, utan hänvisar till normativa standarder så som denna.